# Équipe de Corée du Nord féminine de football
Cet article traite de l'équipe féminine. Pour l'équipe masculine, voir Équipe de Corée du Nord de football.
Ne doit pas être confondu avec Équipe de Corée du Sud féminine de football.
Maillots
L'équipe de Corée du Nord féminine de football est une sélection des meilleures joueuses nord-coréennes sous l'égide de la Fédération de Corée du Nord de football.
Mi-décembre 2006, l'équipe de Corée du Nord féminine se situait au cinquième rang mondial. Ce classement mondial la plaçait au premier rang des nations asiatiques.

## Classement FIFA
| Année              | 2003 | 2004 | 2005 | 2006 | 2007 | 2008 | 2009 | 2010 | 2011 | 2012 | 2013 | 2014 | 2015 | 2016 | 2017 | 2018 | 2019 | 2020        | 2021 | 2022 | 2023 | 2024 |
| ------------------ | ---- | ---- | ---- | ---- | ---- | ---- | ---- | ---- | ---- | ---- | ---- | ---- | ---- | ---- | ---- | ---- | ---- | ----------- | ---- | ---- | ---- | ---- |
| Classement mondial | 7    | 8    | 6    | 5    | 6    | 5    | 5    | 6    | 9    | 9    | 10   | 7    | 6    | 10   | 11   | 11   | 11   | Non classée | 10   | 10   | 9    | 9    |
| Classement AFC     | 2    | 2    | 1    | 1    | 1    | 1    | 1    | 2    | 2    | 3    | 3    | 2    | 2    | 3    | 3    | 3    | 3    | Non classée | 1    | 1    | 2    | 2    |

## Parcours dans les compétitions internationales

### Parcours enCoupe du monde féminine de football
Alors qu'elle avait été éliminée au premier tour en 1999 et en 2003, l'équipe nord-coréenne a été la première équipe asiatique à se qualifier, outre la Chine, pays organisateur, à la Coupe du monde féminine de football en 2007. Lors de la compétition, qui s'est déroulée en septembre, la Corée, avec Ri Kum-suk comme capitaine, s'est fait éliminer en quart de finale par les Allemandes, futures vainqueurs de la compétition.
- 1991 : non qualifié
- 1995 : non inscrite
- 1999 : 1er tour
- 2003 : 1er tour
- 2007 : Quart de finale
- 2011 : 1er tour
- 2015 : banni[5]
- 2019 : non qualifié
- 2023 : non inscrite
- 2027 : À venir
- 2031 : À venir
- 2035 : À venir

### Parcours enCoupe d'Asie féminine de football
En 1993, les footballeuses nord-coréennes ont atteint - contre toute attente - la phase finale de la coupe d'Asie.
Vainqueur en 2001 et en 2003, l'équipe nord-coréenne s'est classée à la troisième place des championnats d'Asie de football féminin en 2006.
- 1975 : ne participe pas
- 1977 : ne participe pas
- 1979 : ne participe pas
- 1981 : ne participe pas
- 1983 : ne participe pas
- 1986 : ne participe pas
- 1989 : 1er tour
- 1991 : 4e
- 1993 :  Finaliste
- 1995 : ne participe pas
- 1997 :  Finaliste
- 1999 :  3e
- 2001 :  Vainqueur
- 2003 :  Vainqueur
- 2006 :  3e
- 2008 :  Vainqueur
- 2010 :  Finaliste
- 2014 : banni
- 2018 : non qualifié
- 2022 : forfait par COVID-19
- 2026 : Qualifiée
- 2029 : À venir

### Parcours auxJeux olympiques
L'équipe féminine de Corée du Nord participe pour la première fois aux jeux olympiques d'été en 2012 mais est éliminée dès le 1er tour après une victoire face à la Colombie (2-0) puis deux défaites face à la France (5-0) puis face aux États-Unis (1-0).
- 1996 : non qualifié
- 2000 : non qualifié
- 2004 : non qualifié
- 2008 : 1er tour
- 2012 : 1er tour
- 2016 : non qualifié
- 2020 : forfait par COVID-19
- 2024 : non qualifié
- 2028 : À venir
- 2032 : À venir

### Parcours auChampionnat d'Asie de l'Est féminin de football
- 2005 :  2e
- 2008 :  2e
- 2010 : forfait
- 2013 :  Vainqueur
- 2015 :  Vainqueur
- 2017 :  Vainqueur
- 2019 : forfait
- 2022 : non inscrite
- 2025 : forfait

## Polémique
Durant les Jeux Olympiques 2012, durant le match Colombie-Corée du Nord (0-2), le match a été retardé d'une heure à cause de problème de drapeau, les écrans géants ayant affiché le drapeau de la Corée du Sud au lieu de celui de la Corée du Nord.

### Autres compétitions
En 2005, l’équipe féminine de la Corée du Nord atteint la finale du Championnat d'Asie de l'Est féminin de football, s'inclinant face à la Corée du Sud. Elle est également finaliste de la compétition en 2008 et victorieuse en 2013.
Elle a remporté, le mercredi 13 décembre 2006, la médaille d’or aux Jeux Asiatiques de Doha au Qatar, en battant le Japon aux tirs au but après une rencontre sans but (0-0, tirs au but 4-2).

## Personnalités historiques de l'équipe de Corée du Nord

### Effectif actuel
Les 16 joueuses suivantes ont été convoquées pour participer à l'Algarve Cup 2014.